# 張宇 (主播)
張宇（1985年12月28日—），台灣電視主播，曾任台視新聞主播。

## 學歷
- 國立政治大學廣播電視學系
- 天主教私立聖心女中高中部
- 天主教私立聖心女中國中部
- 台北市逸仙國小

## 經歷
- MONEY 錢雜誌廣告部企劃編輯
- 《女人變有錢》雜誌助理編輯
- 地方有線電視記者
- 台視百萬主播召集令第二名
- 台視新聞文字記者
- 台視熱線追蹤記者
- 台視尋找台灣感動力記者
- 台視新聞主播（2010年9月–2016年7月1日）
- 台視歌唱節目Super Star 我要當歌手挑戰者（2013年5月26日）
- 台視綜藝節目女王的密室挑戰者（2015年1月10日）
- 台視綜藝節目正妹讚出來主持人（2016年1月11日–2016年6月30日）
- 台視戲劇戀愛沙塵暴客串飾演主播（2016年）
- 《小姐不熙娣》節目班底成員 (2022年)

## 生涯
原本就讀台藝大，2005年升大二時轉學到政治大學廣電系。就讀政治大學期間，在無名小站經營部落格《鬼娃奶油的公主日報》評論時事議題，也獲選「政大甜姐兒」冠軍。
2009年參加台視新聞「百萬主播召集令」獲得第二名。
2010年擔任《早安最前線》主播，其它代班時段有晚間台視氣象及《午安您好台視新聞》。工作內容包括記者會主持、演講等。也曾製作《熱線追蹤》專題節目，並擔任節目配音工作。
2013年8月3日替中華職棒Lamigo桃猿擔任開球嘉賓，2014年5月6日網路溫度計「正宗2014十大主播」奪冠，2016年6月1日擔任台視編劇班電視廣告代言人。
2016年7月1日在台視最後一次播報新聞。2016年7月14日在臉書粉絲專頁宣布離開台視，將暫時休息。知情人士表示是因為健康因素造成，且她早就考慮過；之後她遠赴巴西擔任TutorABC的奧運大使，並被拍到與TutorABC副總裁劉彥谷出雙入對。自稱熱愛寫作、閱讀，熱心公益活動、流浪動物議題。2022年2月，加入藝人小S節目《小姐不熙娣》成為節目班底成員。

## 事件
2014年4月下班返家後，被拍到抽菸的鏡頭。張宇本人聲稱是為了製作2014年1月份的新聞專題，因而第一次嘗試抽菸。之後，被拆穿謊言。然後，又被抓到抽菸。
2015年1月1日擔任台視新聞台第一個節目《台視新聞台開台特別報導》主播。
2023年11月17日，宣布離婚。

## 外部連結
- 張宇的Facebook專頁
- 張宇 Scarlett Chang的Instagram帳戶